# Óblast de Kulob
El óblast de Kulob (o también Kulyab, en ruso: Кулябская область) fue una subdivisión administrativa de la República Socialista Soviética de Tayikistán. En 1988 se fusionó con el óblast de Qurghonteppa para crear la provincia de Khatlon. La ciudad de Kulob (Kulyab) fue la capital del óblast. Los habitantes del óblast tenían como gentilicio el de kulobis. El óblast de Kulob fue un centro de lucha en el primer año de la guerra civil de Tayikistán. Muchas figuras importantes en el gobierno de Tayikistán se originaron en el óblast de Kulob, incluido el actual presidente Emomalii Rahmon.
- Datos: Q1999787